# دلتا بادبان
دلتا بادبان یک ستاره است که در صورت فلکی بادبان قرار دارد.